# 응우옌투띠엡
응우옌투띠엡(Nguyễn Thủ Tiệp, 908년 ~ 967년)는 십이사군 중의 한 사군이다. 응우옌레인꽁(Nguyễn Lệnh công)이라 불린다.